# جان لودویگ
جان لودویگ (انگلیسی: Johann Ludwig; ۸ ژوئن ۱۹۰۳ – ۷ ژانویهٔ ۱۹۸۵) بازیکن فوتبال اهل آلمان بود.
از باشگاه‌هایی که در آن بازی کرده‌است می‌توان به باشگاه فوتبال هولشتاین کیل اشاره کرد.
وی همچنین در تیم ملی فوتبال آلمان بازی کرده‌است.